# Pikku Mikkeljärvi
Pikku Mikkeljärvi är en sjö i Kiruna kommun i Lappland och ingår i Torneälvens huvudavrinningsområde. Sjön har en area på 0,0494 kvadratkilometer och ligger 265 meter över havet.

## Delavrinningsområde
Pikku Mikkeljärvi ingår i det delavrinningsområde (752139-175023) som SMHI kallar för Ovan VDRID = Mikkelijoki i Torneälvens vattendrag*. Medelhöjden är 266 meter över havet och ytan är 13,34 kvadratkilometer. Räknas de 483 avrinningsområdena uppströms in blir den ackumulerade arean 9 112,83 kvadratkilometer. Avrinningsområdets utflöde Torneälven (Kamajåkka) mynnar i havet. Avrinningsområdet består mestadels av skog (61 procent) och sankmarker (26 procent). Avrinningsområdet har 1,19 kvadratkilometer vattenytor vilket ger det en sjöprocent på 8,9 procent.